# Гимназија „Јован Дучић”
Гимназија „Јован Дучић” је образовна институција која се налази у Требињу, у Републици Српској. Носи назив по познатом српском писцу, песнику и дипломати Јовану Дучићу.

## Историја
Школа је почела са радом у школској 1921/22. години. Године 1938. песник Јован Дучић и министар иностраних дела Милан Стојадиновић положили су камен темељац за ову зграду, која је изграђена тек тридесет година касније. Гимназија је почела са радом у згради Трговачке школе. Године 1935. прелази у другу зграду у Старом граду Кастелу, коју је уступило Министарство војске. У тој згради у којој је сада смештен Музеј Херцеговине, гимназију је похађало 40 генерација.
Од 1960. до 1962. године Гимназија је била смештена u данашњем Епархијском дому. Године 1964. изграђена је нова установа Школски центар где се данас налазе све средње школе у граду.
Од 1991. године функционише као самостална гимназија.

## Назив
Гимназија носи назив по познатом српском писцу, песнику и дипломати Јовану Дучићу. Овај песник рођен је у Требињу. Живот је провео у многим европским земљама, да би му након смрти била испуњена последња жеља - да буде сахрањен у домовини, на брду Црквина изнад Требиња. Ученици Гимназије традиционално полажу, уочи матурске вечери, цвеће на споменик овом песнику.

## Школа данас
Настава се данас изводи у 8 учионица, као и у кабинетима за информатику, физику, кабинету за хемију и биологију и у једној мултимедијалној учионици. Школа има солидно уређену и опремљену библиотеку. Фискултурну салу дели са Центром средњих школа. Гимназију данас похађа нешто више од 400 ученика.

## Школски одбор
Врховно управно тело у школи је Школски одбор који броји 7 чланова - по два из реда запослених у школи, оснивача школе, родитеља и једног члана испред локалне заједнице. Мандат Школског одбора траје четири године. Актуелни школски одбор у сазиву:
- Немања Милошевић - председник;
- Лејла Миливојевић - потпредседник;
- Жељка Перовић - члан;
- Небојша Рикало - члан;
- Жељко Зубац - члан;
- Огњен Лојовић - члан;
- Наташа Ђурић - члан;

Директор Гимназије је Мишо Пешић, професор физичке културе.